# Piek-keur
Piek-keur is het keurmerk dat aangeeft dat carrosseriën van vrachtwagens en andere transportmiddelen, zoals opleggers, aan de toegestane geluidsnormen voldoen bij het laden en lossen in de bewoonde omgeving. Met als doel stille distributie in de avond, nacht en vroeg ochtend, minder drukte in de ochtendspits (betere spreiding) door vrachtverkeer en verbetering van de verkeersveiligheid.

## Meerjarenprogramma Piek
Piek-keur is ontstaan vanuit het meerjarenprogramma Piek. De ministeries van VROM, Economische Zaken en Verkeer en Waterstaat hebben in het meerjarenprogramma PIEK samengewerkt met het bedrijfsleven om ervoor te zorgen dat er stille voertuigen en laad- en losmiddelen ontwikkeld werden. 
Door de winkeltijdenwet 1996 is het mogelijk geworden winkels tot 22 uur te openen. Hierdoor hebben de transporteurs ook meer ruimte gekregen om de winkels te beleveren. In combinatie met de toenemende drukte op de weg gaan transporteurs eerder dan wel later bevoorraden. Verschuiving van transportactiviteiten naar de vroege ochtend of de avond kan leiden tot geluidsoverlast bij omwonenden.
Om deze geluidsoverlast te beperken is in 1998 de Algemene Maatregel van Bestuur `Besluit detailhandel en ambachts
bedrijven milieubeheer` van kracht geworden. In deze maatregel zijn de toegestane piekniveaus van vrachtwagens en andere voertuigen vastgesteld:
- Tussen 07.00-19.00 uur - geen beperking
- Tussen 19.00-23.00 uur - piekniveau 65 db
- Tussen 23.00-07.00 uur - piekniveau 60 db

Inmiddels zijn er al tal van stille producten op de markt om de geluidsoverlast te beperken. Het herkennen van deze producten kan via het Piek keurmerk.

## Stichting
Stichting Piek-keur (samenwerking tussen RAI Vereniging, BMWT en Focwa) maakt het certificeren mogelijk. Het Piek-keur certificaat wordt afgegeven, nadat uit de meting blijkt dat het product inderdaad aan de gestelde geluidsnormen voldoet. Certificering is zichtbaar door het Piek logo op het voertuig. Ook is het een bewijs voor de controlerende instanties (denk bijvoorbeeld aan gemeenten) dat het voertuig stil is. Piek-keur is opgericht in 2005.
Ook internationaal wordt er al gewerkt met het Piek keurmerk. Zo zijn er o.a. in Duitsland, Italië en België piekprojecten.